# Triglochin procera
Triglochin procera là một loài thực vật có hoa trong họ Juncaginaceae. Loài này được R.Br. miêu tả khoa học đầu tiên năm 1810.